# Zenaida Solís
Zenaida Solís Gutiérrez (Arequipa, 8 de octubre de 1949) es una periodista y política peruana. Fue congresista de la República durante el periodo 2020-2021.

## Biografía
Nació en Arequipa, el 8 de octubre de 1949.
Estudió la carrera de educación en la Universidad Nacional de San Agustín en Arequipay se especializó en Lingüística, Literatura y Filosofía. Posteriormente, estudió periodismo y Producción de Televisión en NHK de Japón, Ética periodística en Alemania por Inter Nation y estudió una Maestría de Comunicación Social en la Pontificia Universidad Católica del Perú.

## Carrera periodística
Durante 15 años, de 1975 a 1990, Solís condujo los principales programas y espacios periodísticos de Panamericana Televisión que son 24 Horas, Buenos días Perú Panorama, entre otros.
De 1996 al 2002, fue directora y conductora de Antena 1 y CPN Radio. Entre ellas, presentó Hora 5. Al año siguiente, migró a 1160.
En el 2001 fue contratada como directora y conductora del programa Cara a Cara de Canal 13. 
Del 2004 al 2011 se desenvolvió como entrevistadora política en la Revista Caretas. 
Participó en el Proyecto Agenda Perú (Abriendo Caminos), liderado por Francisco Sagasti.

## Participación en la política
Su primera participación en la política fue en las elecciones generales de 1990, donde Solís fue candidata a la Cámara de Diputados por la Unión Cívica Independiente. Sin embargo, no resultó elegida.
Para las elecciones municipales del 2006, fue candidata a la Alcaldía de San Borja por Democracia Social. Pasando las elecciones, Solís no tuvo éxito en su candidatura.
De 2008 a 2009, Solís fue miembro de la Comisión de Ética y Transparencia del Ministerio de la Mujer.
En 2013, fue jefa de la Dirección General de Comunicación y Participación Ciudadana del Ministerio de Educación.
Hasta 2017 fue miembro de la Asociación Civil Trasparencia y formó parte del primer Consejo Nacional de Educación el año 2000.
Desde el año 2017, es militante y miembro del Comité Político del Partido Morado.
En las elecciones parlamentarias del 2020, Solís fue elegida congresista de la República por el Partido Morado, con 52,597 votos, para el periodo parlamentario 2020-2021.

## Carrera en televisión y radio
| Año 1970-1974 | Título lotería de arequipa, junto a Cototo Rodríguez | Animadora            | Canal Continental TV Arequipa      |
| ------------- | ---------------------------------------------------- | -------------------- | ---------------------------------- |
| 1981-1990     | Panorama, Buenos Días Perú, Programas especiales     | Conductora           | Panamericana Televisión            |
| 1974-1989     | 24 horas                                             | Conductora           | Panamericana Televisión            |
| 2000-2001     | Puertas Abiertas                                     | Directora/conductora | Radio Televisión Peruana (Canal 7) |
| 1996-2002     | Diversos programas                                   | Directora/conductora | CPN Radio                          |
| 2001-2004     | Cara a Cara                                          | Directora/conductora | Canal 13 TV                        |
| 2004-2006     | Diversos programas de análisis político              | Directora/conductora | Once Sesenta Radio Noticias        |

## Otras actividades
Zenaida Solís también se ha desempeñado como consultora asociada de Foro Nacional Internacional en proyectos sociales, Consultora de Comunicación en ProDescentralización durante cinco años. Desarrolla cursos y talleres de comunicación para funcionarios, líderes sociales, políticos y ejecutivos y conduce sesiones de media training y workshop de comunicación, debates, conversatorios y eventos.